# 1827
1827 (MDCCCXXVII) var ett normalår som började en måndag i den gregorianska kalendern och ett normalår som började en lördag i den julianska kalendern.

## Händelser

### April
- 26 april–24 maj – Den kungliga nederländska flottans brittiskbyggda hjulångare Curaçao gör sin första transatlantiska korstning med ångmotor, från Hellevoetsluis i Nederländerna till Paramaribo i Nederländska Guyana.[1]

### Juni
- 14 juni – Borås stad brinner ner till grunden.[2]

### Juli
- 14 juli – I Norge införs en lag som kräver, att det vid varje huvudkyrka skall finnas en fast skola.[3]

### September

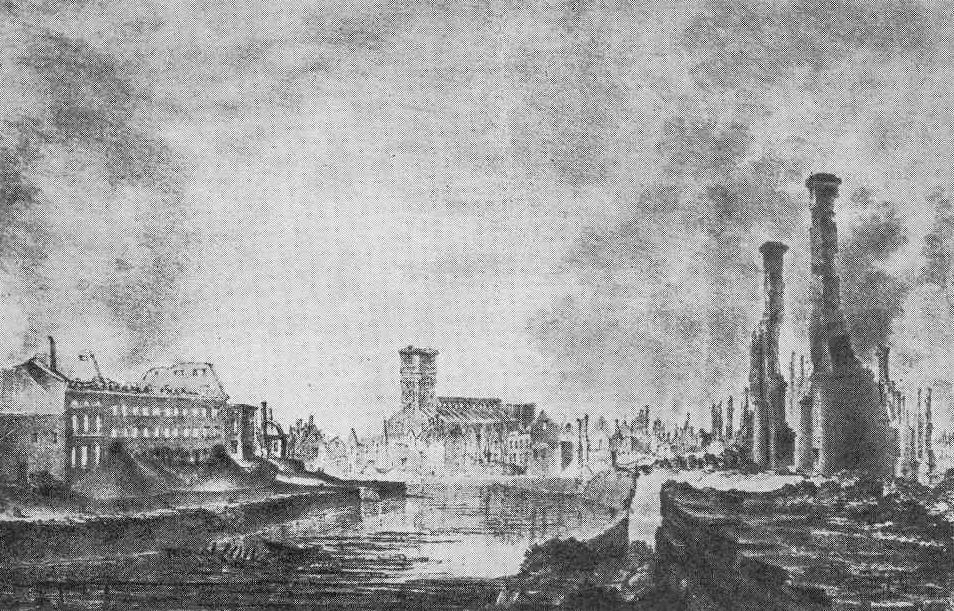
Åbo brand.

- 4 september – En brand förstör största delen av Åbo.

### Oktober
- Oktober–november – Amerikanska flottan jagar pirater på öarna  Argenteire, Miconi och Androse i Egeiska havet [4].

### Okänt datum
- Afroamerikanske butlern Robert Roberts publicerar The House Servant's Directory, en handbook för butlers och servitörer.[5]
- Laga skifte införs i Sverige och är en mildare variant av enskiftet, för att skiftet skall passa alla delar av landet. Härigenom förenas, såvitt det är möjligt, tidigare sammanblandade jordägor i sammanhängande områden. Det räcker att en bonde vill, för att det skall genomföras.
- Träskulpturen av Karl Knutsson (Bonde), Sveriges äldsta autentiska kungaporträtt, blir en del av Gripsholmssamlingen.
- Hälsoinrättningarna i Karlberg och Mosebacke öppnas i Stockholm.
- Det kungliga lustslottet Rosendals slott på Djurgården i Stockholm står färdigt.
- Teknologiska institutet (sedermera Kungliga Tekniska högskolan) i Stockholm invigs.

## Födda

### Första kvartalet

#### Januari
- 6 januari – John C. Brown, amerikansk demokratisk politiker och militär, guvernör i Tennessee 1871–1875. (död 1889)
- 21 januari – John Ireland, amerikansk demokratisk politiker, guvernör i Texas 1883–1887. (död 1896)

#### Februari
- 9 februari – William Dwight Whitney, amerikansk språkvetenskapsman, universitetslärare och indolog. (död 1894)
- 17 februari – Elisabeth Blomqvist, finländsk kvinnorättsaktivist. (död 1901)
- 18 februari – Henry W. Corbett, amerikansk republikansk politiker, senator 1867–1873. (död 1903)
- 24 februari – Lydia Becker, den brittiska kvinnorörelsens grundare. (död 1890)

#### Mars
- 5 mars – Charles Gidel, fransk litteraturhistoriker. (död 1899)
- 6 mars – Wilhelm Carl Heraeus, tysk kemist. (död 1904)
- 8 mars – Wilhelm Bleek, tysk lingvist. (död 1875)
- 11 mars – Franz Magnus Böhme, tysk musikolog. (död 1898)
- 20 mars – Alfred Assolant, fransk författare. (död 1887)
- 22 mars – William Lafayette Strong, amerikansk republikansk politiker, borgmästare i New York 1895–1897. (död 1900)

### Andra kvartalet

#### April
- 6 april – Frithiof Grafström, svensk kyrkoherde, författare och riksdagsman. (död 1883)
- 22 april – Henry Cooper, amerikansk demokratisk politiker och jurist, senator 1871–1877. (död 1884)

#### Maj
- 10 maj – William Windom, amerikansk republikansk politiker, USA:s finansminister 1881 och 1889–1891. (död 1891)
- 19 maj – Leonidas Sexton, amerikansk republikansk politiker, kongressledamot 1877–1879. (död 1880)

#### Juni
- 7 juni – Alonzo J. Edgerton, amerikansk republikansk politiker och jurist. (död 1896)
- 10 juni – Thomas W. Ferry, amerikansk republikansk politiker, senator 1871–1883. (död 1896)
- 17 juni – Per Gustaf Näslund, svensk hemmansägare och riksdagsman. (död 1898)
- 29 juni – Mortimer Collins, brittisk författare. (död 1876)

### Tredje kvartalet

#### Juli
- 6 juli – Gustaf Nerman, svensk väg- och vattenbyggnadsingenjör. (död 1913)
- 14 juli – Wilhelm Wallberg, svensk godsägare och riksdagspolitiker.
- 19 juli – Orville H. Platt, amerikansk republikansk politiker, senator 1879–1905.

#### Augusti
- 6 augusti – George Franklin Drew, amerikansk demokratisk politiker, guvernör i Florida 1877–1881.
- 11 augusti – Edward Salomon, tysk-amerikansk politiker, guvernör i Wisconsin 1862–1864.
- 13 augusti – Peter Krok, svensk jurist, landssekreterare och politiker.
- 16 augusti – Ernst Immanuel Bekker, tysk jurist.
- 22 augusti – Emil von Qvanten, finlandssvensk skald och publicist.

#### September
- 5 september – Goffredo Mameli, italiensk poet och patriot.
- 26 september – Daniel W. Voorhees, amerikansk demokratisk politiker, senator 1877–1897.
- 27 september – Hiram Rhodes Revels, amerikansk republikansk politiker, senator 1870–1871.
- 28 september – Aaron Augustus Sargent, amerikansk republikansk politiker och diplomat, senator 1873–1879.

### Fjärde kvartalet

#### Oktober
- 2 oktober – Edmund J. Davis, amerikansk republikansk politiker och militär.
- 5 oktober – Pontus Fürstenberg, svensk konstmecenat.
- 24 oktober – George Frederick Samuel Robinson, brittisk statsman.

#### November
- 7 november – Antti Ahlström, finländsk industriman och kommerseråd.
- 26 november – Alfred Moore Scales, amerikansk demokratisk politiker och militär, guvernör i North Carolina 1885–1889.

#### December
- 19 december – Alessandro Arnaboldi, italiensk skald.

## Avlidna

### Första kvartalet

#### Januari
- 23 januari – Domenico Alberto Azuni, 77, italiensk jurist.

#### Februari
- 17 februari – Johann Heinrich Pestalozzi, 81, schweizisk pedagog och författare.

#### Mars
- 1 mars – Christopher Gore, 68, amerikansk politiker.
- 5 mars – Alessandro Volta, 82, italiensk fysiker, uppfann den elektriska kondensatorn.
- 9 mars – Gustaf Erik Hasselgren, 45, svensk konstnär.
- 26 mars – Ludwig van Beethoven, 56, tysk kompositör[6].
- 27 mars – François Alexandre de La Rochefoucauld, 80, fransk politiker.

### Andra kvartalet

#### April
- 23 april
  - Georgios Karaiskakis, 45, grekisk frihetskämpe.
  - Johanna Wattier, 65, nederländsk skådespelare.
- 24 april – Israel Pickens, 47, amerikansk politiker, guvernör i Alabama 1821–1825.

#### Maj
- 14 maj – Louis Ramond de Carbonnières, 72, fransk politiker, geolog och botaniker.
- 31 maj – Pierre-Louis Prieur, 70, fransk politiker.

#### Juni
- 20 juni – Thomas Worthington, 53, amerikansk politiker, senator 1803–1807 och 1810–1814.

### Tredje kvartalet

#### Juli
- 27 juli – Fredrique Eleonore Baptiste, svensk pjäsförfattare och skådespelare.

#### Augusti
- 8 augusti – George Canning, 57, brittisk politiker, premiärminister april–augusti 1827.
- 9 augusti – John Elliott, 53, amerikansk politiker, senator 1819–1825.

#### September
- 23 september – Freeman Walker, 46, amerikansk politiker, senator 1819–1821.

### Fjärde kvartalet

#### Oktober
- 12 oktober – John Eager Howard, 75, amerikansk politiker, guvernör i Maryland 1788–1791, senator 1796–1803.
- 17 oktober – Johanna Jacoba van Beaumont, nederländsk journalist, feminist och agitator.

#### November
- 1 november – Louis-François Cassas, 71, fransk landskaps- och arkitekturtecknare.

#### December
- 13 december – Fabrizio Ruffo, 83, italiensk kardinal.

### Fotnoter
1. ↑  ”Steamship Curaçao”. http://www.vrcurassow.com/2dvrc/sscuracao/sscuracao.html. Läst 2 februari 2011.
2. ↑  ”Värmlands brandhistoriska klubb”. Arkiverad från originalet den 12 oktober 2011. https://www.webcitation.org/62NB7kO36?url=http://www.brandhistoriska.org/olyckor_se.html.
3. ↑  ”Den norske folkeskolen 100 år”. Arkiverad från originalet den 8 maj 2016. https://web.archive.org/web/20160508025257/http://verdal-historielag.no/publikasjoner/skoledrift/folkeskolen_100_aar.htm.
4. ↑  ”USA:s militära insatser i utlandet 1798-2004”. Arkiverad från originalet den 12 oktober 2011. https://www.webcitation.org/62NCLaa95?url=http://www.history.navy.mil/library/online/forces.htm.
5. ↑  ”International Butler Academy”. Arkiverad från originalet den 11 september 2011. https://web.archive.org/web/20110911123133/http://www.butlerschool.com/interesting_facts.htm. Läst 26 september 2011.
6. ↑  ”Det hände i dag”. http://webnews.textalk.com/se/calendar.php?id=9747&type=month&ds=20100326&list=true.